# Ghosts (album Albert Ayler)
Ghosts, conosciuto anche con il titolo Vibrations, è un album discografico del sassofonista jazz Albert Ayler, registrato nel 1964, e pubblicato in Danimarca nel 1965 dall'etichetta Debut Records.

## Tracce
Musiche di Albert Ayler.
1. Ghosts (short version) – 2:08
2. Children – 6:53
3. Holy Spirit – 8:30
4. Ghosts (extended version) – 7:58
5. Vibrations – 5:00
6. Mothers – 7:06

## Formazione
- Albert Ayler - sax tenore
- Don Cherry - cornetta
- Gary Peacock - contrabbasso
- Sunny Murray - batteria